# Pavona minuta
Pavona minuta là một loài san hô trong họ Agariciidae. Loài này được Wells mô tả khoa học năm 1954.

## Hình ảnh

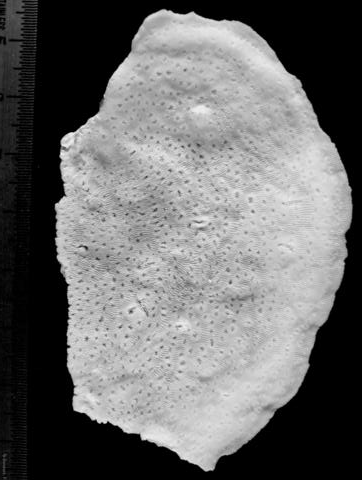
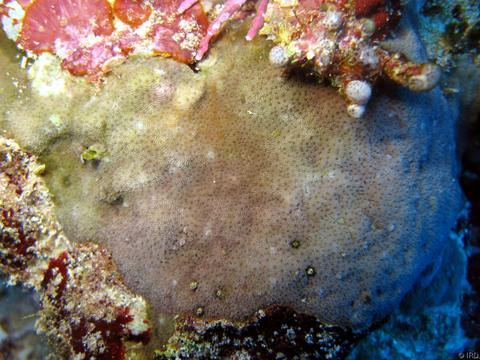
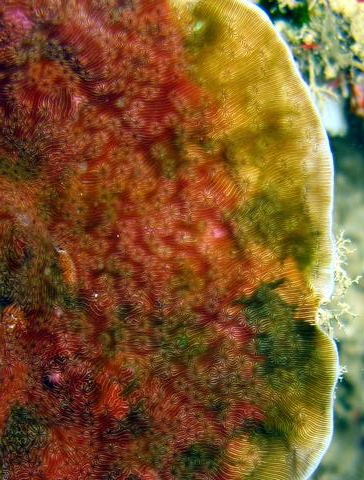